# Greta Patzke
Greta Ricarda Patzke (* 2. März 1974 in Bremen) ist eine Chemikerin und Professorin für anorganische Chemie an der Universität Zürich.

## Ausbildung
Von 1993 bis 1997 studierte sie Chemie an der Universität Hannover. Ihre Diplomarbeit beschäftigte sich mit Festkörperchemie und Computerchemie. Von 1997 bis 1999 fertigte sie ihre Dissertation an der Universität Hannover in der Gruppe von Michael Binnewies an. Diese Dissertation beschäftigte sich mit der Synthese, Charakterisierung und den Eigenschaften von Mischoxiden. In der Gruppe von Reinhard Nesper an der ETH Zürich arbeitete sie ab 1999 an ihrer Habilitation. In dieser Zeit beschäftigte sie sich mit anorganischer Strukturchemie, der Synthese von Nanomaterialien und der systematischen Anwendung und Untersuchung von Hydrothermalthechniken. Von 2007 bis 2013 war Greta Patzke Assistant Professor für anorganische Chemie an der Universität Zürich (Förderungsprofessur des Schweizer Nationalfonds). Im Frühling 2013 wurde sie zum Associate Professor befördert. Seit Mai 2016 ist sie Full Professor. Seit 2017 ist sie Teil des Direktoriums des Institutes.

## Publikationen (Auswahl)
- Greta R. Patzke, Frank Krumeich, Reinhard Nesper: Oxidic Nanotubes and Nanorods—Anisotropic Modules for a Future Nanotechnology. In: Angewandte Chemie International Edition. Band 41, Nr. 14, 15. Juli 2002, S. 2446–2461, doi:10.1002/1521-3773(20020715)41:14<2446::AID-ANIE2446>3.0.CO;2-K (englisch).
- Firasat Hussain, Franziska Conrad, Greta R. Patzke: A Gadolinium-Bridged Polytungstoarsenate(III) Nanocluster: [Gd8As12W124O432(H2O)22]60−. In: Angewandte Chemie International Edition. Band 48, Nr. 48, 11. November 2009, S. 9088–9091, doi:10.1002/anie.200903299 (englisch).

## Preise und Auszeichnungen
- 2017: Credit Suisse Award für beste Lehre[1][2]
- 1993: Goldmedaille bei der 25. Internationalen Chemieolympiade in Italien (13. Gesamtplatz weltweit)[1][3]